# Angara
 Ovo je glavno značenje pojma Angara. Za druga značenja pogledajte Angara (razdvojba).
Angara je rijeka u Rusiji, duga oko 1779 km. Teče kroz Irkutsku oblast i Krasnojarski kraj, do ušća u rijeku Jenisej kod grada Lesosibirsk u Krasnojarskom kraju. To je jedina rijeka koja istječe iz Bajkalskog jezera.
Najvažnija pritoka je Ilim. Njeno porječje obuhvaća dijelove Rusije i Mongolije.

## Vanjske poveznice
|  | Zajednički poslužitelj ima još gradiva o temi Angara |